# José Maria Mayrink
José Maria Mayrink (Jequeri, MG, julho de 1938 — São Paulo, 23 de dezembro de 2020) foi um jornalista e escritor brasileiro.
Estudou filosofia e teologia em Petrópolis. Nessa época de universitário, escreveu Pastor e Vítima, sob um pseudônimo. Em 1961, deu aulas de latim e português. No ano seguinte, iniciou o curso de jornalismo na Universidade Federal de Minas Gerais, que só concluiria anos mais tarde, após uma interrupção. Trabalhou em diversos jornais e revistas e fez diversas viagens ao exterior para reportagens e coberturas de eventos importantes. Ganhou diversos prêmios, entre eles o prêmio Imprensa do Governo do Estado, o prêmio Rondon de Reportagem e o prêmio Esso de Jornalismo. Morreu de leucemia em 2020.
| Livro                     | Ano  | Nota                        |
| ------------------------- | ---- | --------------------------- |
| Solidão                   | 1983 |                             |
| Filhos do Divórcio        | 1984 | publicado pela EMW Editores |
| Anjos de Barro            | 1986 | publicado pela EMW Editores |
| Vida de Repórter          | 2002 |                             |
| 1968 - Mordaça no Estadão | 2002 | Sobre a censura na ditadura |